# Clodoaldo do Carmo
Clodoaldo do Carmo, född 27 april 1968, är en friidrottare från Brasilien. Han deltog vid olympiska sommarspelen 1992.